# Meilleur joueur italien de l'année de Serie A
Le titre de meilleur joueur italien de Serie A (italien : Migliore calciatore italiano) est un trophée annuel organisée par l'Associazione Italiana Calciatori (Association italienne des footballeurs) donné au joueur italien évoluant dans le championnat d'Italie ayant effectué les meilleures prestations. Ce trophée fait partie des « Oscar del calcio. »

## Vainqueurs
| Année | Joueur               | Club           |
| ----- | -------------------- | -------------- |
| 1997  | Roberto Mancini      | Sampdoria      |
| 1998  | Alessandro Del Piero | Juventus       |
| 1999  | Christian Vieri      | Lazio          |
| 2000  | Francesco Totti      | AS Roma        |
| 2001  | Francesco Totti      | AS Roma        |
| 2002  | Christian Vieri      | Inter Milan    |
| 2003  | Francesco Totti      | AS Roma        |
| 2004  | Francesco Totti      | AS Roma        |
| 2005  | Alberto Gilardino    | Parme          |
| 2006  | Fabio Cannavaro      | Juventus       |
| 2007  | Francesco Totti      | AS Roma        |
| 2008  | Alessandro Del Piero | Juventus       |
| 2009  | Daniele De Rossi     | AS Roma        |
| 2010  | Antonio Di Natale    | Udinese Calcio |

### Par club
| Club           | Joueurs | Total |
| -------------- | ------- | ----- |
| AS Roma        | 2       | 6     |
| Juventus       | 2       | 3     |
| Inter Milan    | 1       | 1     |
| Lazio          | 1       | 1     |
| Parme          | 1       | 1     |
| Sampdoria      | 1       | 1     |
| Udinese Calcio | 1       | 1     |

### Par poste
| Poste             | Joueurs | Total |
| ----------------- | ------- | ----- |
| Attaquant         | 6       | 12    |
| Milieu de terrain | 1       | 1     |
| Défenseur         | 1       | 1     |